# Atletica leggera ai XVII Giochi paralimpici estivi - Lancio del disco F52 maschile
Ai XVII Giochi paralimpici estivi la competizione del lancio del disco maschile F52 si è svolta il giorno 1º settembre 2024 presso lo Stade de France di Parigi. Possono partecipare alla gara gli atleti appartenenti alle classi F52 e F51.

## Situazione pre-gara

### Record

#### F52
Prima di questa competizione, il record del mondo, il record paralimpico e i record continentali F52 erano i seguenti.
| Record              | Prestazione | Atleta                     | Data e luogo                         | Competizione                         |
| ------------------- | ----------- | -------------------------- | ------------------------------------ | ------------------------------------ |
| Record mondiale     | 23,80 m     | Andre Rocha Brasile        | 18 luglio 2017 Londra, Regno Unito   | Campionati mondiali paralimpici 2017 |
| Record paralimpico  | 21,00 m     | Aigars Apinis Lettonia     | 6 settembre 2012 Londra, Regno Unito | XIV Giochi paralimpici estivi        |
| Record africano     | 12,08 m     | Jacobus Pieters Sudafrica  | 24 marzo 2004 Durban, Sudafrica      |                                      |
| Record panamericano | 23,80 m     | Andre Rocha Brasile        | 18 luglio 2017 Londra, Regno Unito   | Campionati mondiali paralimpici 2017 |
| Record asiatico     | 19,69 m     | Hossein Khorsandamiri Iran | 9 ottobre 2018 Giacarta, Indonesia   | III Giochi para-asiatici             |
| Record europeo      | 21,95 m     | Aigars Apinis Lettonia     | 18 luglio 2017 Londra, Regno Unito   | Campionati mondiali paralimpici 2017 |
| Record oceaniano    | 16,81 m     | Rod Farr Australia         | 4 settembre 2006 Assen, Paesi Bassi  |                                      |

#### F51
Prima di questa competizione, il record del mondo, il record paralimpico e i record continentali F51 erano i seguenti.
| Record              | Prestazione | Atleta                    | Data e luogo                     | Competizione                         |
| ------------------- | ----------- | ------------------------- | -------------------------------- | ------------------------------------ |
| Record mondiale     | 13,40 m     | Benjamin Cardenas Cile    | 26 maggio 2023 Nottwil, Svizzera |                                      |
| Record paralimpico  | 12,74 m     | Mohamed Berrahal Algeria  | 29 agosto 2021 Tokyo, Giappone   | XVI Giochi paralimpici estivi        |
| Record africano     | 13,17 m     | Mohamed Berrahal Algeria  | 25 ottobre 2015 Doha, Qatar      | Campionati mondiali paralimpici 2015 |
| Record panamericano | 13,40 m     | Benjamin Cardenas Cile    | 26 maggio 2023 Nottwil, Svizzera |                                      |
| Record asiatico     | 11,43 m     | Pranav Soorma India       | 11 luglio 2023 Parigi, Francia   | Campionati mondiali paralimpici 2023 |
| Record europeo      | 13,10 m     | Vladimir Radojicic Serbia | 14 luglio 2024 Zagabria, Croazia |                                      |
| Record vacante      |             |                           |                                  |                                      |

### Campioni in carica
I campioni in carica a livello mondiale erano i seguenti.
| Campione    | Atleta                 | Prestazione | Data e luogo                   | Competizione                         |
| ----------- | ---------------------- | ----------- | ------------------------------ | ------------------------------------ |
| Paralimpico | Piotr Kosewicz Polonia | 20,02 m     | 29 agosto 2021 Tokyo, Giappone | XVI Giochi paralimpici estivi        |
| Mondiale    | Andre Rocha Brasile    | 20,72 m     | 19 maggio 2024 Kōbe, Giappone  | Campionati mondiali paralimpici 2024 |

### La stagione

#### F52
Prima di questa gara, gli atleti con le migliori tre prestazioni F52 mondiali dell'anno erano:
| Pos. | Atleta                        | Prestazione | Data e luogo                     |
| ---- | ----------------------------- | ----------- | -------------------------------- |
| 1    | Rigivan Ganeshamoorthy Italia | 22,91 m     | 29 giugno 2024 Brescia, Italia   |
| 2    | Andre Rocha Brasile           | 21,75 m     | 17 marzo 2024 San Paolo, Brasile |
| 3    | Robert Jachimowicz Polonia    | 20,13 m     | 11 maggio 2024 Słubice, Polonia  |

#### F51
Prima di questa gara, gli atleti con le migliori tre prestazioni F51 mondiali dell'anno erano:
| Pos. | Atleta                                      | Prestazione | Data e luogo                                      |
| ---- | ------------------------------------------- | ----------- | ------------------------------------------------- |
| 1    | Vladimir Radojicic Serbia                   | 13,10 m     | 14 luglio 2024 Zagabria, Croazia                  |
| 2    | Mohamed Berrahal Algeria                    | 12,31 m     | 9 febbraio 2024 Khawr Fakkān, Emirati Arabi Uniti |
| 3    | Uladzislau Hryb Atleti Paralimpici Neutrali | 12,11 m     | 19 maggio 2024 Kōbe, Giappone                     |

## Risultati

### Finale
La finale diretta si è tenuta il 1º settembre a partire dalle 19:22.
| Pos     | Atleta                       | Nazionalità                 | 1ª prova | 2ª prova | 3ª prova | 4ª prova | 5ª prova | 6ª prova | Risultato | Note                                     |
| ------- | ---------------------------- | --------------------------- | -------- | -------- | -------- | -------- | -------- | -------- | --------- | ---------------------------------------- |
| Oro     | Rigivan Ganeshamoorthy (F52) | Italia                      | x        | 25,48 m  | 25,80 m  | 27,06 m  | 22,10 m  | 24,10 m  | 27,06 m   | Record mondiale                          |
| Argento | Aigars Apinis (F52)          | Lettonia                    | 20,21 m  | 19,49 m  | x        | 20,62 m  | 20,38 m  | x        | 20,62 m   | Miglior prestazione personale stagionale |
| Bronzo  | Andre Rocha (F52)            | Brasile                     | 18,73 m  | 17,76 m  | 19,48 m  | x        | 18,04 m  | 15,76 m  | 19,48 m   |                                          |
| 4       | Velimir Sandor (F52)         | Croazia                     | 17,35 m  | 17,63 m  | 17,89 m  | 18,03 m  | 17,85 m  | 17,42 m  | 18,03 m   |                                          |
| 5       | Rafal Rocki (F52)            | Polonia                     | 17,92 m  | 16,74 m  | 16,08 m  | x        | 16,03 m  | 15,91 m  | 17,92 m   |                                          |
| 6       | Robert Jachimowicz (F52)     | Polonia                     | x        | 17,20 m  | 17,37 m  | 17,69 m  | 17,06 m  | 16,89 m  | 17,69 m   |                                          |
| 7       | Henrik Plank (F51)           | Slovenia                    | x        | 13,31 m  | 13,14 m  | 13,33 m  | 13,21 m  | 13,15 m  | 13,33 m   |                                          |
| 8       | Uladzislau Hryb (F51)        | Atleti Paralimpici Neutrali | 11,39 m  | 10,84 m  | 11,32 m  | 12,28 m  | 12,05 m  | 11,58 m  | 12,28 m   | Miglior prestazione personale stagionale |
| 9       | Mohamed Berrahal (F52)       | Algeria                     | x        | 11,27 m  | 11,57 m  | 10,86 m  | 12,07 m  | 11,91 m  | 12,07 m   |                                          |
| -       | Grigorios Ntislis (F52)      | Grecia                      | 11,75 m  | 11,89 m  | 11,60 m  | 10,73 m  | 11,33 m  | 10,98 m  | 11,89 m   |                                          |